# Bắc Sơn
Bắc Sơn là một huyện nằm ở phía tây tỉnh Lạng Sơn, Việt Nam.

## Địa lý
Huyện Bắc Sơn nằm ở phía tây tỉnh Lạng Sơn, có vị trí địa lý:
- Phía bắc giáp huyện Bình Gia
- Phía đông giáp huyện Văn Quan
- Phía nam giáp huyện Hữu Lũng
- Phía tây giáp huyện Võ Nhai, tỉnh Thái Nguyên.

Huyện Bắc Sơn có diện tích 695,52 km², dân số năm 2019 là 71.967 người. Bắc Sơn là huyện miền núi, thuộc cánh cung Bắc Sơn của vùng Đông Bắc. Trên địa bàn huyện có các ngọn núi cao 500 - 1.200m, như ngọn núi Khau Bao (cao 1.107m), ngọn núi Pa Lét (503m),...

## Lịch sử
Bắc Sơn là huyện có nhiều di chỉ khảo cổ về người tiền sử, nơi đây các nhà khảo cổ đã phát hiện ra cả một nền văn minh của người Việt cổ, vào sơ kỳ đồ đá mới, mang tên văn hóa Bắc Sơn. Bắc Sơn là căn cứ địa kháng chiến (căn cứ địa Bắc Sơn - Võ Nhai), nơi nổ ra cuộc khởi nghĩa Bắc Sơn, chống Nhật và Pháp của lực lượng Việt Minh những năm 1940.
Trước năm 1894, địa bàn huyện Bắc Sơn ngày nay thuộc địa bàn huyện Võ Nhai, tỉnh Thái Nguyên, từ năm 1894 thực dân Pháp cắt 5 tổng Bắc Sơn, Nhất Thể, Quỳnh Sơn, Tân Lu, Vĩnh Yên lập ra châu Bắc Sơn, tỉnh Lạng Sơn.
Năm 1975, hợp nhất 2 tỉnh Cao Bằng và Lạng Sơn thành tỉnh Cao Lạng, huyện Bắc Sơn thuộc tỉnh Cao Lạng và đến năm 1978, lại tách ra thành 2 tỉnh như cũ. Huyện Bắc Sơn gồm có 19 xã: Bắc Sơn, Chiến Thắng, Chiêu Vũ, Đồng Ý, Hưng Vũ, Hữu Vĩnh, Long Đống, Nhất Hòa, Nhất Tiến, Quỳnh Sơn, Tân Hương, Tân Lập, Tân Thành, Tân Tri, Trấn Yên, Vạn Thủy, Vũ Lăng, Vũ Lễ và Vũ Sơn.
Ngày 30 tháng 1 năm 1985, thành lập thị trấn Bắc Sơn (thị trấn huyện lỵ huyện Bắc Sơn). Ngày 1 tháng 1 năm 2020, sáp nhập xã Hữu Vĩnh vào thị trấn Bắc Sơn và sáp nhập hai xã Bắc Sơn, Quỳnh Sơn thành xã Bắc Quỳnh. Huyện Bắc Sơn có 1 thị trấn và 17 xã trực thuộc.

## Hành chính
Huyện Bắc Sơn có 18 đơn vị hành chính cấp xã trực thuộc, bao gồm thị trấn Bắc Sơn (huyện lỵ) và 17 xã: Bắc Quỳnh, Chiến Thắng, Chiêu Vũ, Đồng Ý, Hưng Vũ, Long Đống, Nhất Hòa, Nhất Tiến, Tân Hương, Tân Lập, Tân Thành, Tân Tri, Trấn Yên, Vạn Thủy, Vũ Lăng, Vũ Lễ, Vũ Sơn.

## Giao thông
Quốc lộ 1B chạy qua địa bàn huyện theo hướng tây nam - đông bắc, men theo phía tây bắc huyện, nối thị trấn Đình Cả, huyện Võ Nhai, tỉnh Thái Nguyên với huyện Bình Gia.

## Du lịch

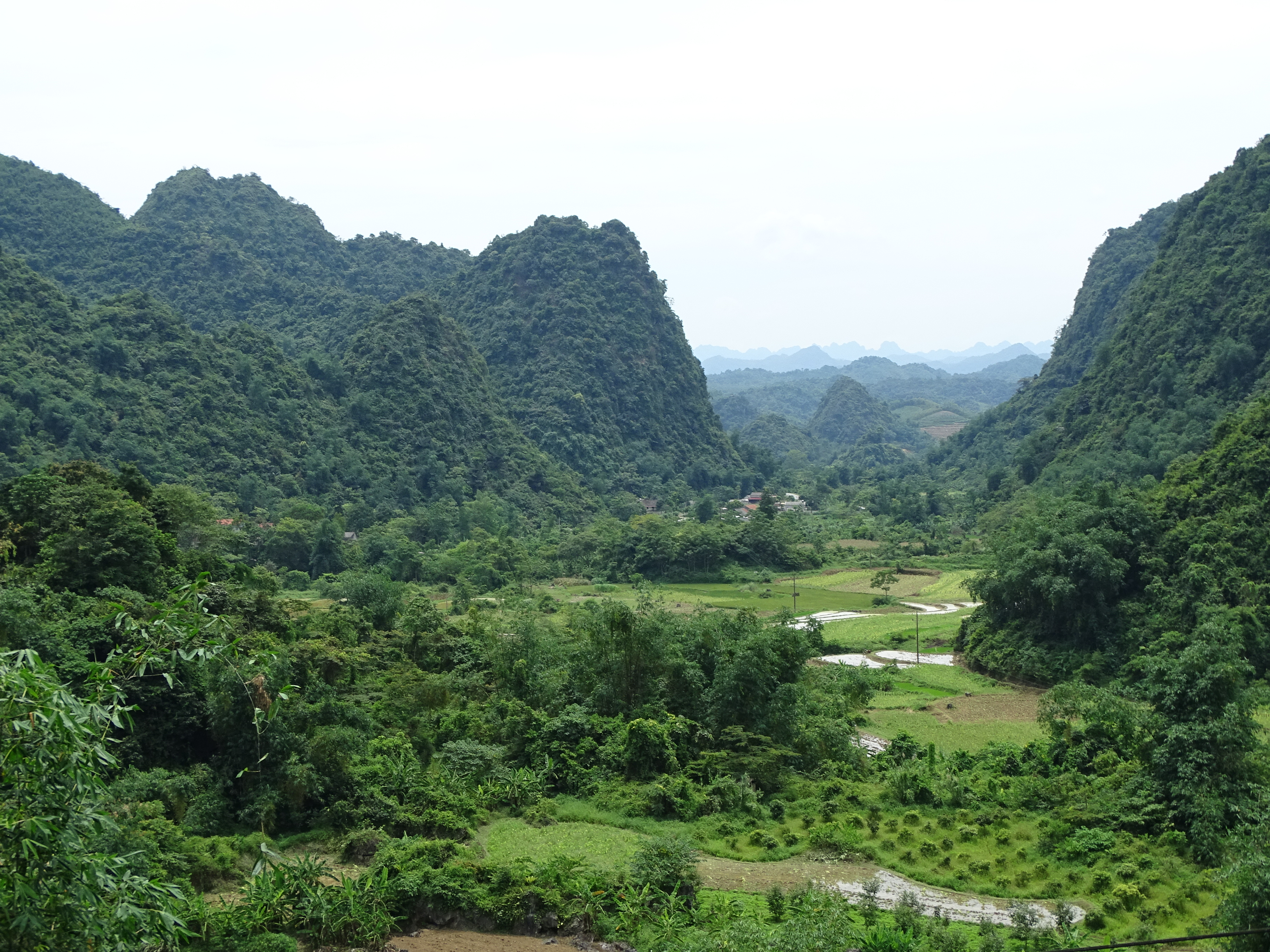
Thung lũng Bắc Sơn

Thung lũng Bắc Sơn nằm lọt giữa những bốn bề núi đá vôi trùng điệp, điểm tô những dòng sông uốn lượn qua các đồng lúa trải rộng bạt ngàn... tạo nên bức tranh hữu tình, quyến rũ. Cư dân Bắc Sơn gồm người Kinh, Nùng, Dao, Tày... với những nếp nhà sàn truyền thống đặc trưng, điểm tô cho cảnh quan Bắc Sơn thêm phần mộc mạc, thanh bình. Đất đai Bắc Sơn màu mỡ, người dân chủ yếu làm nông, đặc biệt là trồng lúa nước với hai vụ chính mỗi năm. Ngoài ra họ còn canh tác thêm ngô, khoai và chăn nuôi gia súc, gia cầm...
Điều đặc biệt ở cánh đồng Bắc Sơn là, các thửa ruộng nơi đây không hoàn toàn được gieo trồng cùng một thời điểm, tạo nên "tấm thổ cẩm" khổng lồ với nhiều màu đặc sắc, đan xen giữa ruộng lúa chín, lúa xanh, vừa mới cấy hay còn xâm xấp nước... mang lại cảm giác lâng lâng khác lạ cho những ai được tận mắt ngắm nhìn. Trong dòng lịch sử, Bắc Sơn từng là căn cứ địa kháng chiến, nơi nổ ra cuộc khởi nghĩa Bắc Sơn lẫy lừng những năm 1940. Vùng đất Bắc Sơn còn là nơi phát hiện ra nhiều di chỉ khảo cổ về người tiền sử, tại đây các nhà khảo cổ đã tìm thấy cả một nền văn minh của người Việt cổ vào Sơ kỳ đồ đá mới, mang tên văn hóa Bắc Sơn.

### Đỉnh núi Nà Lay
Đỉnh núi Nà Lay ở độ cao khoảng 600m so với mực nước biển, đây là địa điểm mà hầu hết khách du lịch Bắc Sơn đều đặt chân đến, bởi rất lý tưởng để ngắm nhìn toàn cảnh thung lũng Bắc Sơn tuyệt đẹp từ trên cao, nhất là vào lúc hoàng hôn và bình minh đầy mê hoặc. Với 1.200 bậc thang đá cheo leo, ai quen leo núi sẽ mất chừng 30 phút, còn lại có thể loay hoay khoảng 1 giờ sẽ lên đến đỉnh. Và rồi cảnh sắc từ trên đỉnh Nà Lay sẽ là món quà xóa đi mọi vất vả, mệt mỏi trước đó. Nơi đây còn có trạm vi-ba để bạn có thể nghỉ ngơi trong lúc săn ảnh...

### Làng văn hóa du lịch cộng đồng Quỳnh Sơn
Làng văn hóa du lịch cộng đồng Quỳnh Sơn là nơi người dân tộc Tày sinh sống lâu đời, có bề dày truyền thống. Toàn bộ ngôi làng có kiến trúc đồng nhất một cách độc đáo, với hàng trăm mái nhà sàn theo cùng một hướng Nam, thoạt trông thì rất giống nhau nhưng khi nhìn kỹ bạn sẽ nhận ra sự khác biệt trên các chi tiết của từng nhà. Không gian làng rộng rãi thoáng mát, hài hòa với cảnh quan núi non, đồng ruộng xung quanh. Đây là nơi lý tưởng để bạn trải nghiệm sâu hơn bản sắc văn hóa của người Tày.

### Thác Đăng Mò
Thác Đăng Mò mang vẻ đẹp nên thơ, quanh năm tuôn chảy giữa núi rừng hoang sơ, thuộc địa phận huyện Bình Gia, chỉ cách thị trấn Bắc Sơn khoảng 20 km nên thường được kết hợp trong chuyến du lịch Bắc Sơn. Dọc theo triền thác là những tảng đá lớn nhỏ chất chồng lên nhau, muôn hình đủ dáng, phủ lớp rêu xanh. Bên bờ, những gốc cây cổ thụ vươn cành phủ tán ra giữa lòng thác, càng khiến nơi này thêm phần bí ẩn và làm nổi bật lên dòng nước trắng xóa...

### Bảo tàng khởi nghĩa Bắc Sơn
Bảo tàng khởi nghĩa Bắc Sơn là nơi lưu giữ, bảo quản và trưng bày có hệ thống các tài liệu hiện vật về cuộc khởi nghĩa Bắc Sơn năm xưa. Đồng thời, bên trong bảo tàng còn mô phỏng nơi cư trú của người tiền sử, và trưng bày các di vật khảo cổ được khai quật tại Bắc Sơn. Kiến trúc bảo tàng được xây dựng theo dáng dấp một ngôi nhà sàn truyền thống của người Tày, đằng sau là núi cao, bốn bề không gian thoáng đãng. Và hiện nay bảo tàng không thu vé vào cổng.

### Đình Nông Lục
Tập tin:Đình Nông Lục.jpg
Đình Nông Lục là một trong 20 di tích kiến trúc nghệ thuật - tôn giáo tín ngưỡng đình làng còn tồn tại ở thung lũng Bắc Sơn, thuộc xã Hưng Vũ. Kiến trúc của đình là sự kết hợp hài hòa giữa kiểu đền truyền thống đồng bằng Bắc Bộ với kiểu nhà sàn của người Tày ở Lạng Sơn. Đình được xây dựng vào năm 1927 thời Nguyễn, đình có diện tích 180m2 với hình chữ nhất. Các họa tiết bên trong đình mang phong cách nghệ thuật thời Nguyễn, được chạm khắc cầu kỳ, tinh xảo. Đình còn là nơi diễn ra cuộc họp quyết định phát động cuộc khởi nghĩa Bắc Sơn. Năm 1993, đình Nông Lục đã được xếp hạng là di tích quốc gia.